# کریس گولدینگ
کریس گولدینگ (انگلیسی: Chris Goulding؛ زادهٔ ۲۴ اکتبر ۱۹۸۸) بازیکن بسکتبال اهل استرالیا است.
از باشگاه‌هایی که در آن بازی کرده‌است می‌توان به اشاره کرد.
وی در مسابقات کشوری و بین‌المللی در مجموع برندهٔ ۲ مدال طلا، ۱ مدال برنز شده‌است.